# Silmsi (Koigi)
Silmsi – wieś w Estonii, w prowincji Järva, w gminie Järva. Znajduje się we wschodniej części prowincji Järva, w pobliżu źródła rzeki Parnawa i granicy z prowincjami Harjumaa i Virumaa Zachodnia.
Przed reformą administracyjną samorządów lokalnych w Estonii w 2017 wieś należała do gminy wiejskiej Koigi. 